# Ньюфаундленд

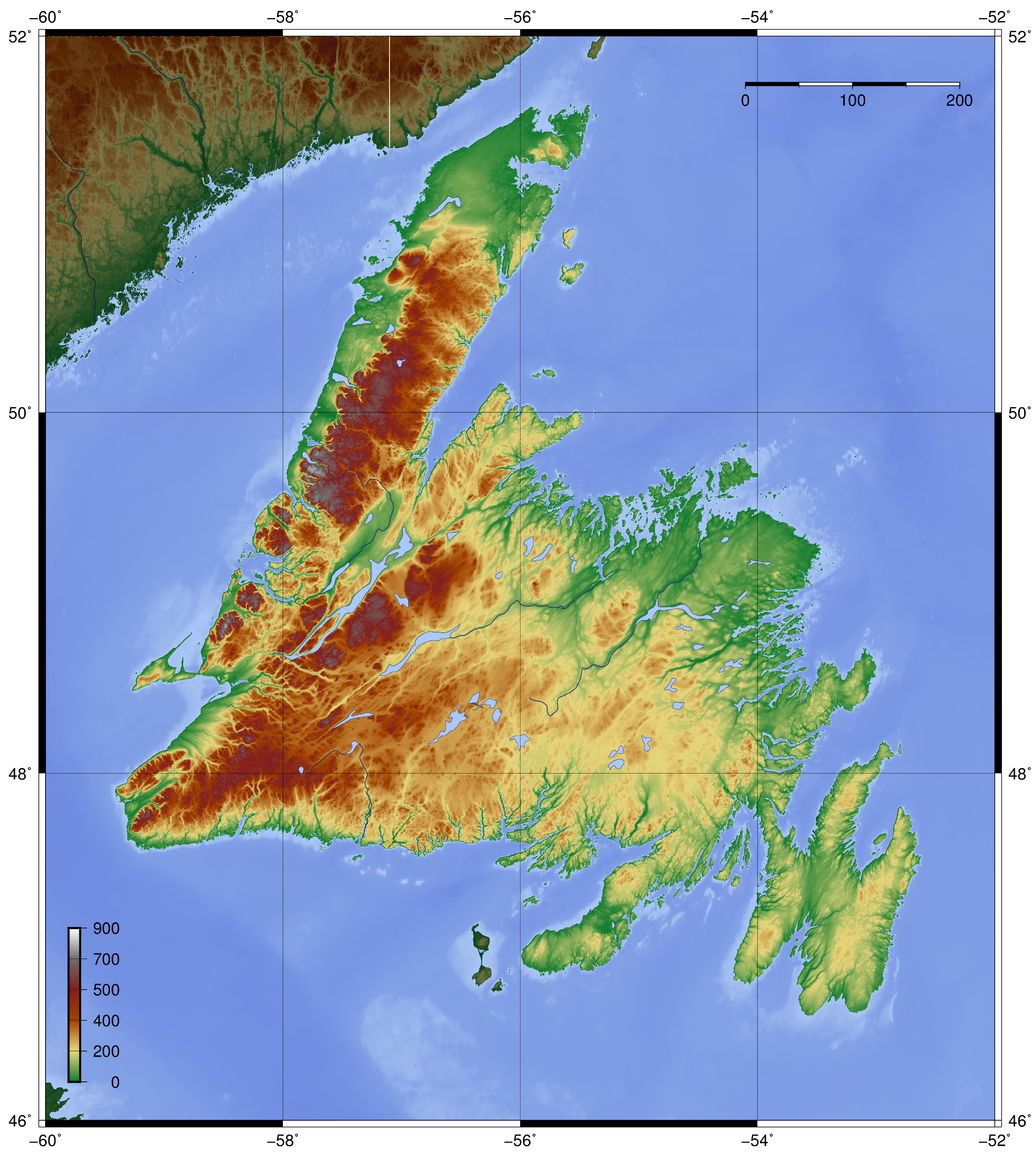
Фізична мапа Ньюфаундленду

Ньюфа́ундленд або Ктакмук (англ. Newfoundland МФА (канадська вимова) [nufənˈlænd] Нуфанле́нд «новознайдена земля»; фр. Terre-Neuve; мікмак Ktaqmkuk) — острів біля північно-східних берегів Північної Америки, частина канадської провінції Ньюфаундленд і Лабрадор.

## Географія
Площа острова — 108 860 км², він займає 16-е місце в світі за площею і 4-е в Канаді; площа острова з усіма прибережними островами, такими як Твіллінгейт, Фого і Бел становить в цілому 111 390 км². Довжина берегової лінії 9 656 км, висота над рівнем моря до 814 м.
За даними перепису 2016 року чисельність населення — 479 538 осіб, найбільше місто і адміністративний центр провінції — Сент-Джонс (108 860 осіб). Інші міста — Корнер-Брук (20 тисяч населення), Гранд-Фолс-Віндзор (14 тисяч), Гандер (11 тисяч) и Бей-Робертс (11 тисяч).
Ньюфаундленд є островом материкового походження, що відокремився в антропогеновому періоді. Він відокремлюється від півострова Лабрадор материкової частини Канади неширокою (16 км) протокою Бель-Айл на півночі і від острова Кейп-Бретон Нової Шотландії протокою Кабота — на південному заході. На північному заході Ньюфаундленду далеко в море вдається Великий північний півострів (Great Northern Peninsula), на південному сході — півострів Авалон, на півдні — півострів Б'юрін.
Рельєф острова так само розчленований і гірський, як і Північних Аппалачів. Переважають хвилясті рівнини із залишковими горбами і масивами 200—300 м заввишки. Найвища точка острова — гора Кабокс (814 м) у горах Лонг-Рейндж. У будові острова беруть участь переважно граніти, кристалічні сланці, кварцити, а також туфи, андезити. Північно-східні і південні береги його переважно фіордового типу. В багатьох місцях платоподібні ділянки стрімко обриваються до узбережжя Атлантичного океану. Територія острова зазнавала зледеніння, про що свідчать морени, численні озера, льодовикові долини тощо.
Річки острова короткі і порожисті, найбільші з них — Експлойтс (246 км), Бей-дю-Норд (200 км), Гандер (175 км) і Терра-Нова (140 км). Є ряд великих озер, таких, як Гранд-Лейк, Ред-Індіан-Лейк.

## Клімат
Клімат Ньюфаундленду океанічний, вологий і холодний. Майже цілий рік тут дмуть сильні вітри. Літо порівняно холодне. Середні температури липня від +10 до +16°. Зима морозна, із січневими температурами від -4° до -10°. Річна кількість опадів 750—1500 мм. На узбережжі і в прибережних частинах океану протягом року часто бувають тумани. Район Великої Ньюфаундлендської банки, де зустрічаються теплі води Гольфстриму і холодні води Лабрадорської течії, вважається найбагатшим на тумани місцем земної кулі. Тумани, підводні скелясті острови, мілини, айсберги дуже утруднюють судноплавство у цьому районі.

## Природа
Близько половини острова вкрито хвойними лісами з бальзамічної ялиці, білої і чорної ялини тощо. Вище від 500 м переважають мохово-лишайникові і чагарникові тундрові види. Великі простори зайняті болотами. Рідкісні види рослин, такі як Braya longii та Braya fernaldii є ендемічними для Ньюфаундленду.
Фауна острова представлена ссавцями (Ньюфаундлендський чорний ведмідь (Ursus americanus hamiltoni), бобер канадський (Castor canadensis), карібу, горностай, лисиця звичайна, заєць арктичний (Lepus arcticus), рись канадська, ондатра, лонтра канадська, полівка лучна (Microtus pennsylvanicus), койот), птахами. У прибережних водах зустрічаються кити, дельфіни, фоценові, моржі, морські котики.
Для захисту природи на острові створені національні парки Терра-Нова (400 км²), Ґрос-Морн (1805 км²) та провінційні парки Арчес, Барачойс-Понд, Блоу-Мі-Даун, Баттер-Пот, Катарактс, Френчменс-Коув та інші.

## Економіка
Американські і англійські компанії побудували на острові підприємства целюлозно-паперової промисловості. Розробляються мінеральні багатства: в Тілт-Кеві видобувають мідь, на озері Ред-Індіан — цинк і свинець. Життя Ньюфаундленду майже цілком пов'язане з морем, а тому більшість поселень розмістилась вздовж його узбережжя.
Протягом століть у навколишніх водах було багато промислової риби, а тому основним видом діяльності населення був вилов тріски, лосося, оселедців тощо. На початку 1990-х внаслідок перелову відбулося різке скорочення поголів'я риби, що загрожувало повним її зникненням: влітку 1992 року оціночна чисельність тріски склала 1 % від попередньої оцінки. У 1992 році уряд Канади оголосив мораторій на вилов тріски, в результаті чого 35 тисяч рибалок і співробітників рибозаводів втратили роботу. Економіка острова була значно диверсифікована. Згодом рибальський флот переключився на лов безхребетних (краби, креветки).

## Історія
Острів був відкритий 1497 року експедицією генуезця Джона Кабота (англ. John Cabot або італ. Giovanni Caboto), що вийшла з Бристоля. Корінне населення острова — індіанці-беотуки і інуїти майже повністю вимерли в результаті епідемій до початку XIX століття. Довгий час за острів змагалися Англія і Франція, за Утрехтським миром 1713 року острів відійшов до Англії. 1917 року острів отримав статус домініону, 1927 року в його склад була включена частина півострова Лабрадор. У 1934—1949 роках острів управлявся як колонія англійським губернатором. 31 березня 1949 року Ньюфаундленд увійшов до складу Канади як провінція.
На Ньюфаундленді виявлено два поселення вікінгів. Перше знаходиться в 480 км від мису Пуант-Розі, друге — безпосередньо на ньому. В районі розкопок першого поселення вікінгів XI століття поблизу Л'Анс-о-Медоуз знаходиться єдиний в Канаді історичний пам'ятник, оголошений ЮНЕСКО «частиною світової спадщини» в 1978 році.

## Галерея

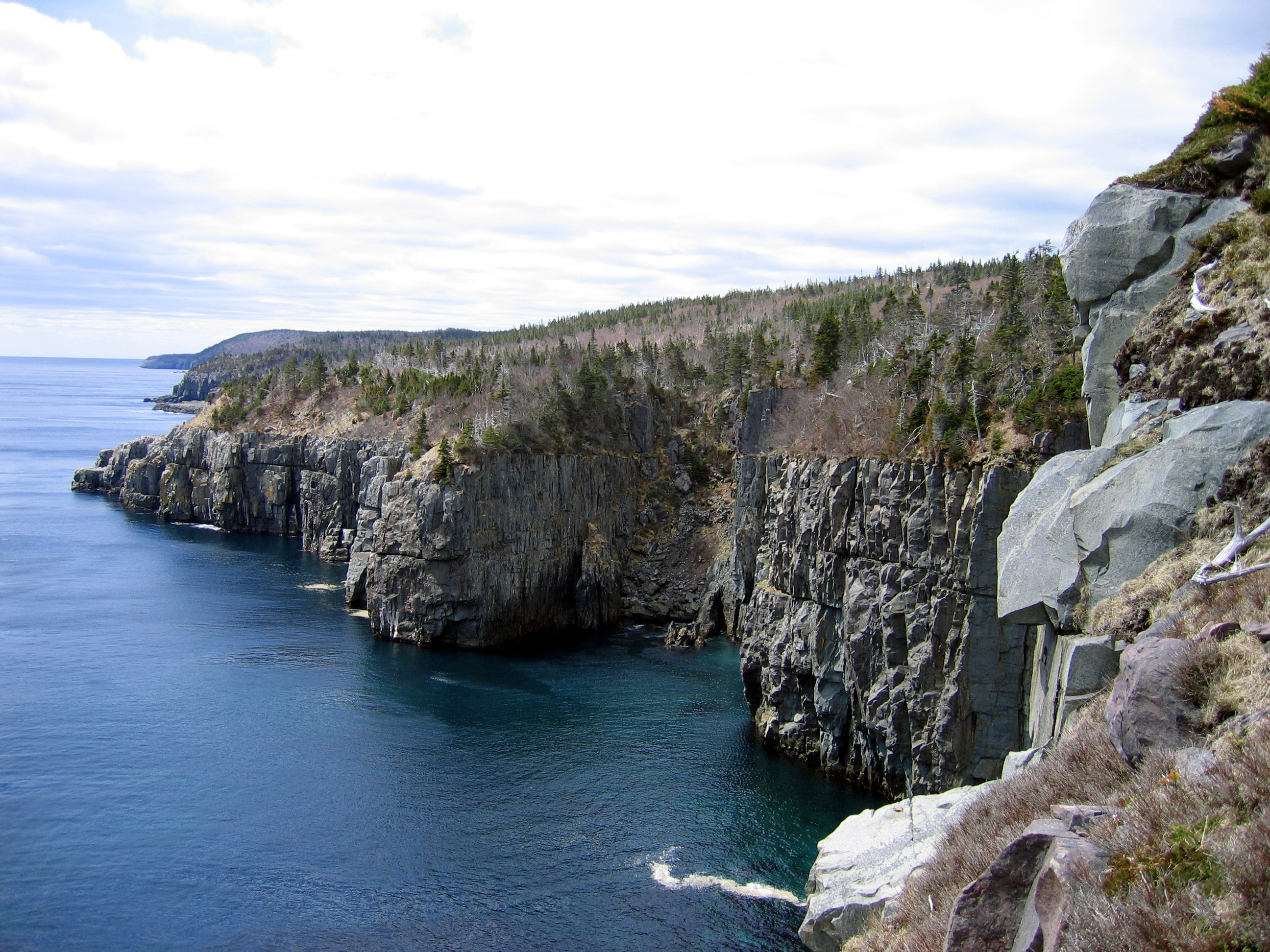
Скелясті береги Ньюфаундленду
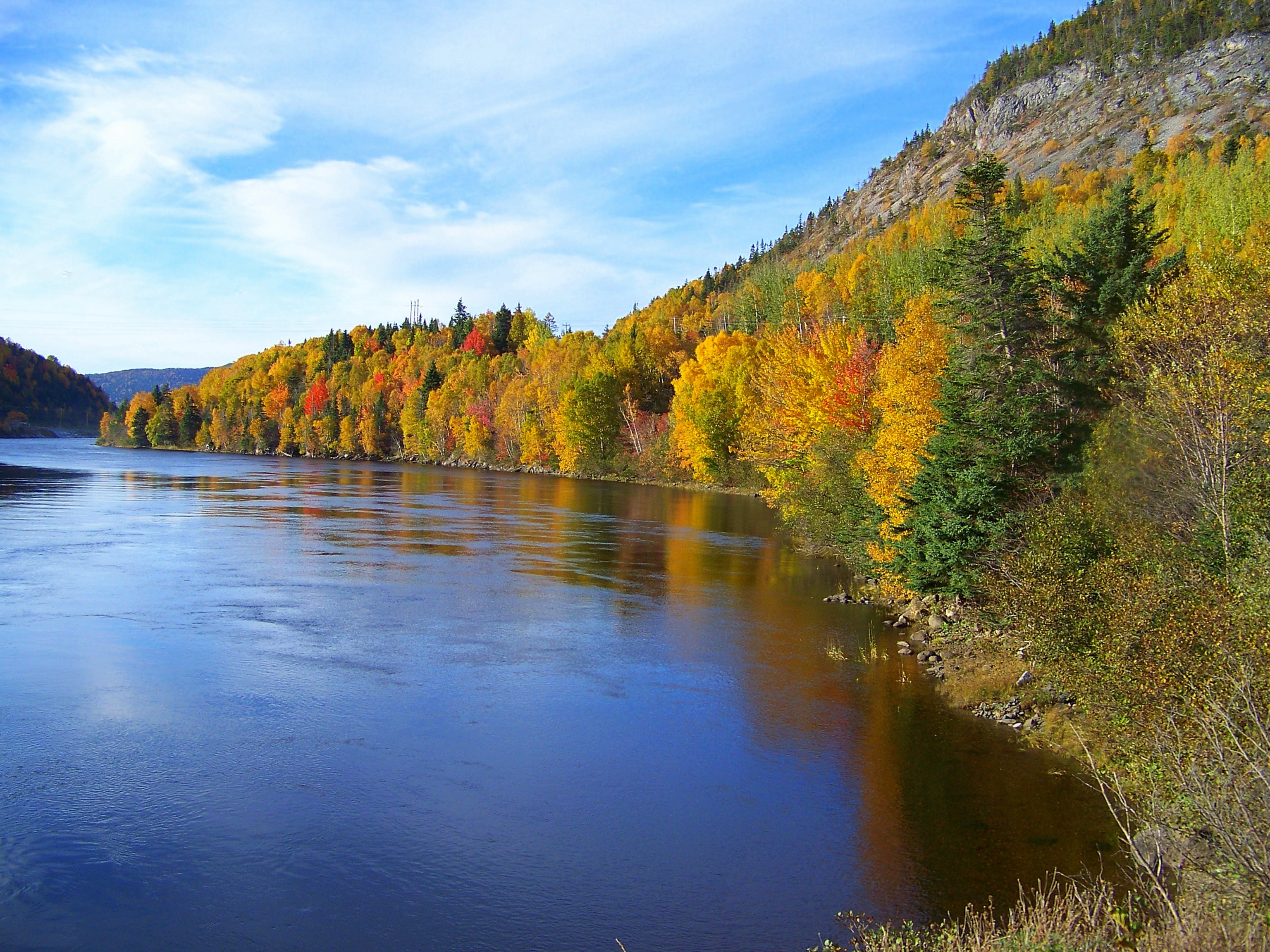
Річка Гамбер восени
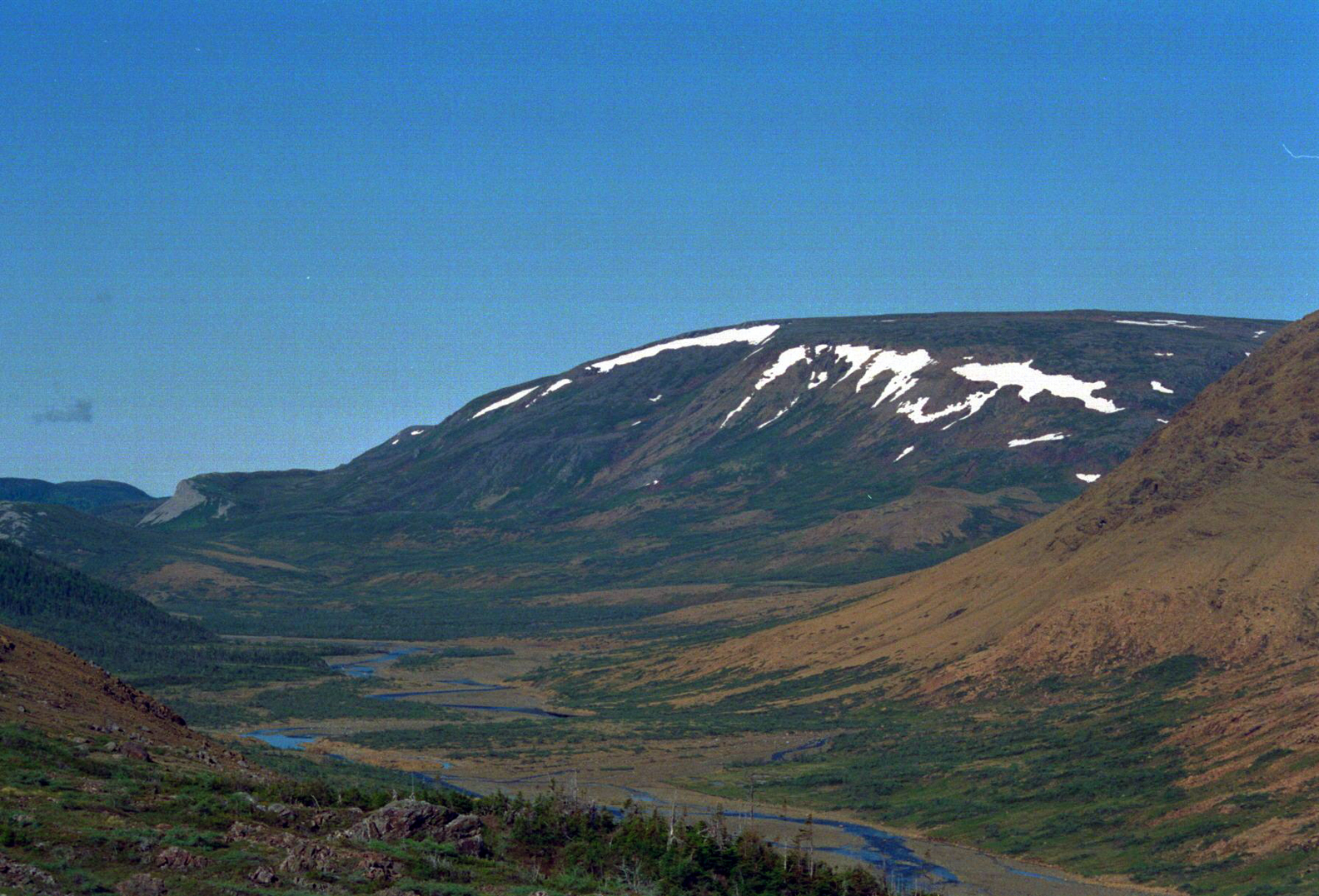
Гори Лонґ-Рейндж
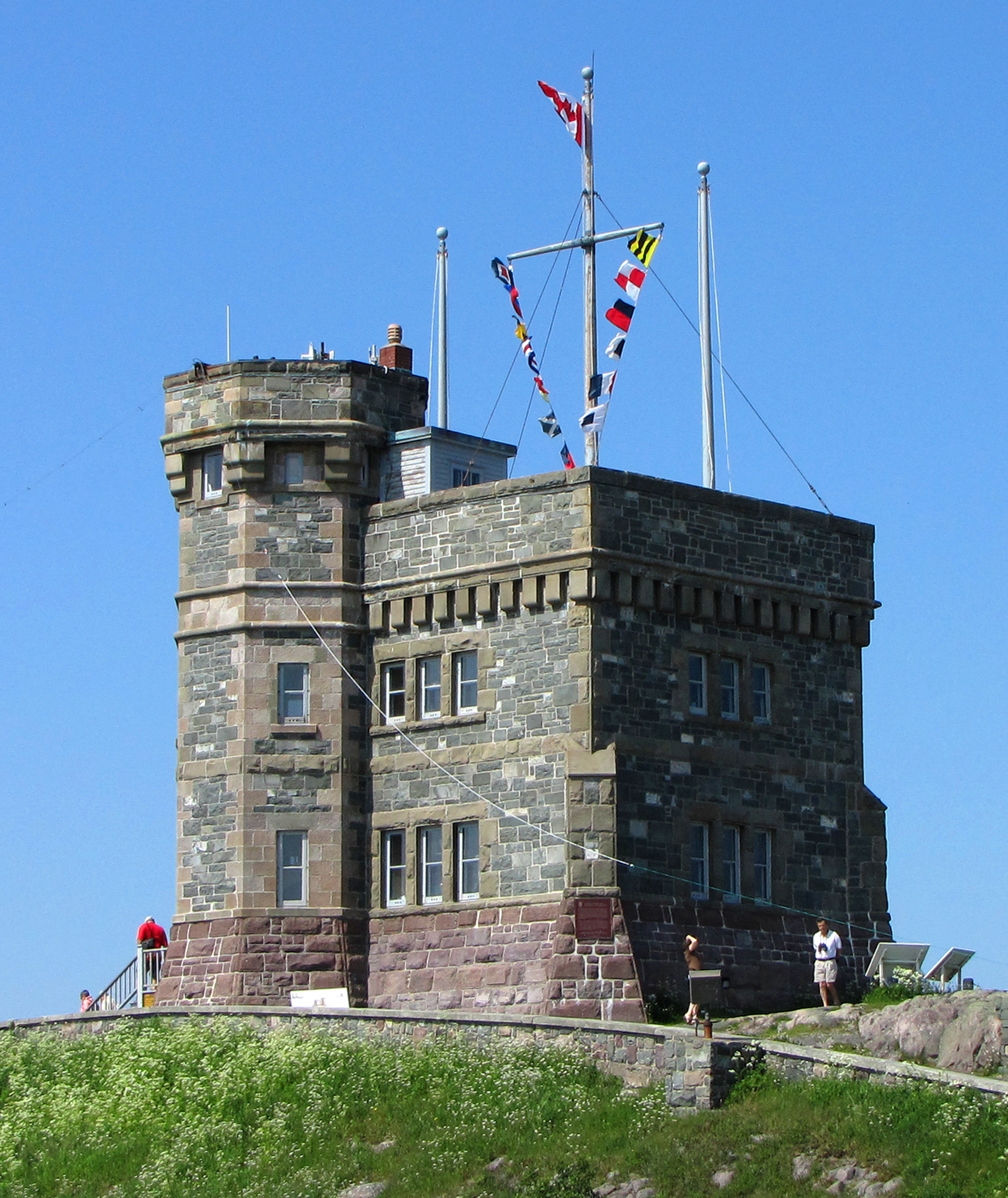
Вежа Кабота у Сент-Джонсі
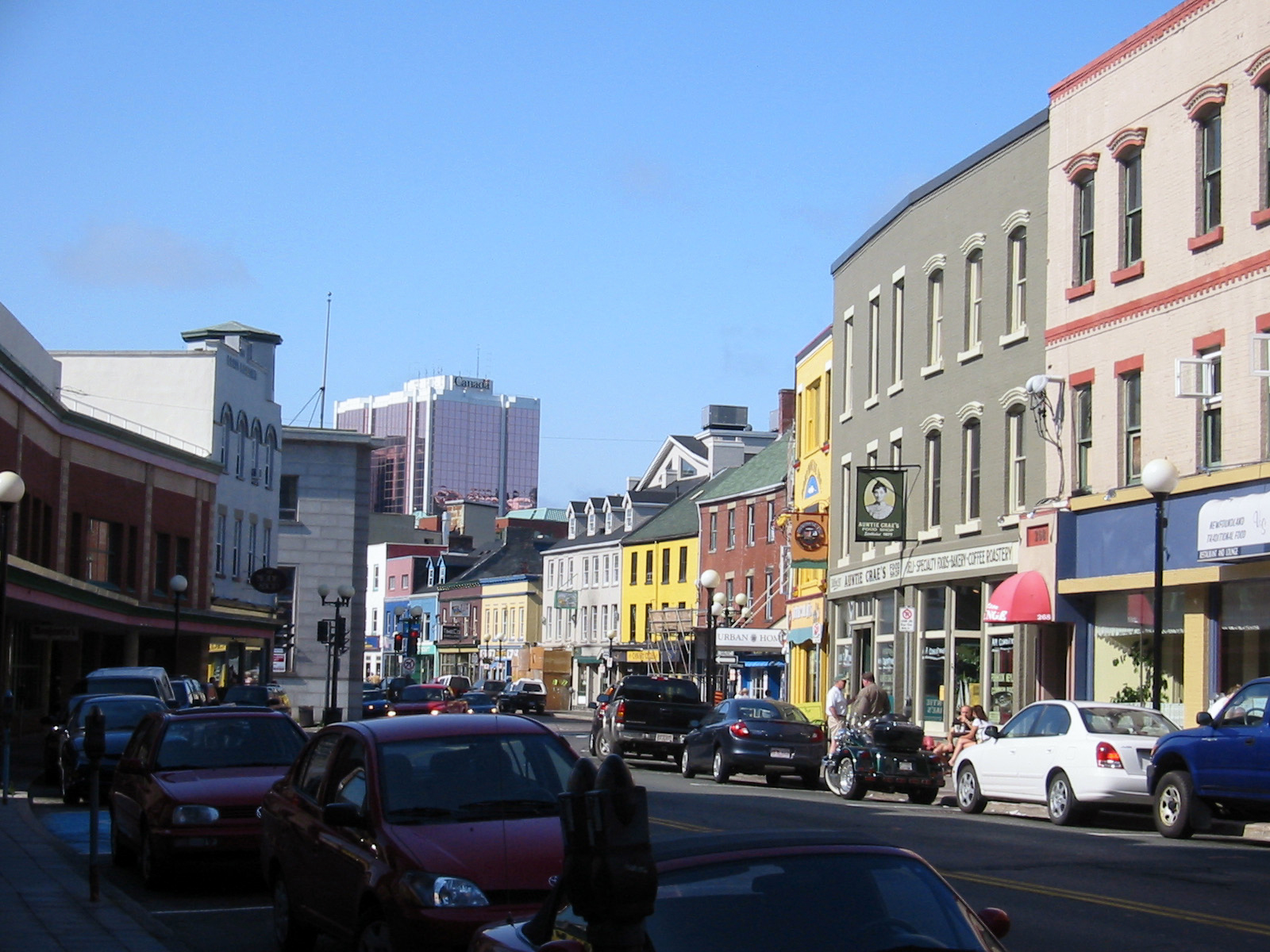
Вулиця у Сент-Джонсі
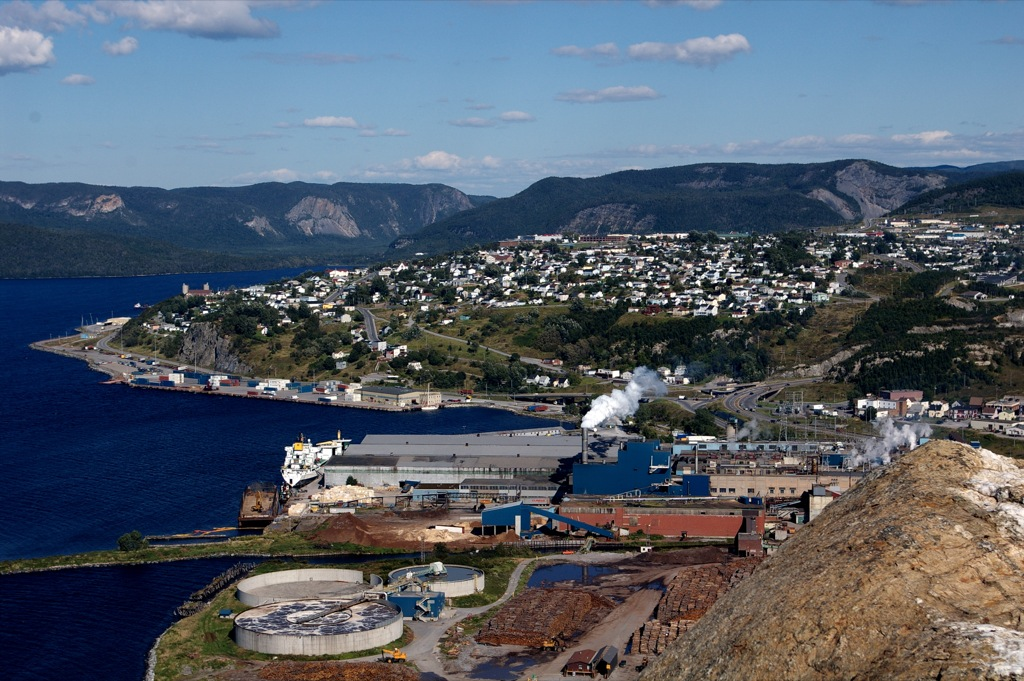
Місто Корнер-Брук
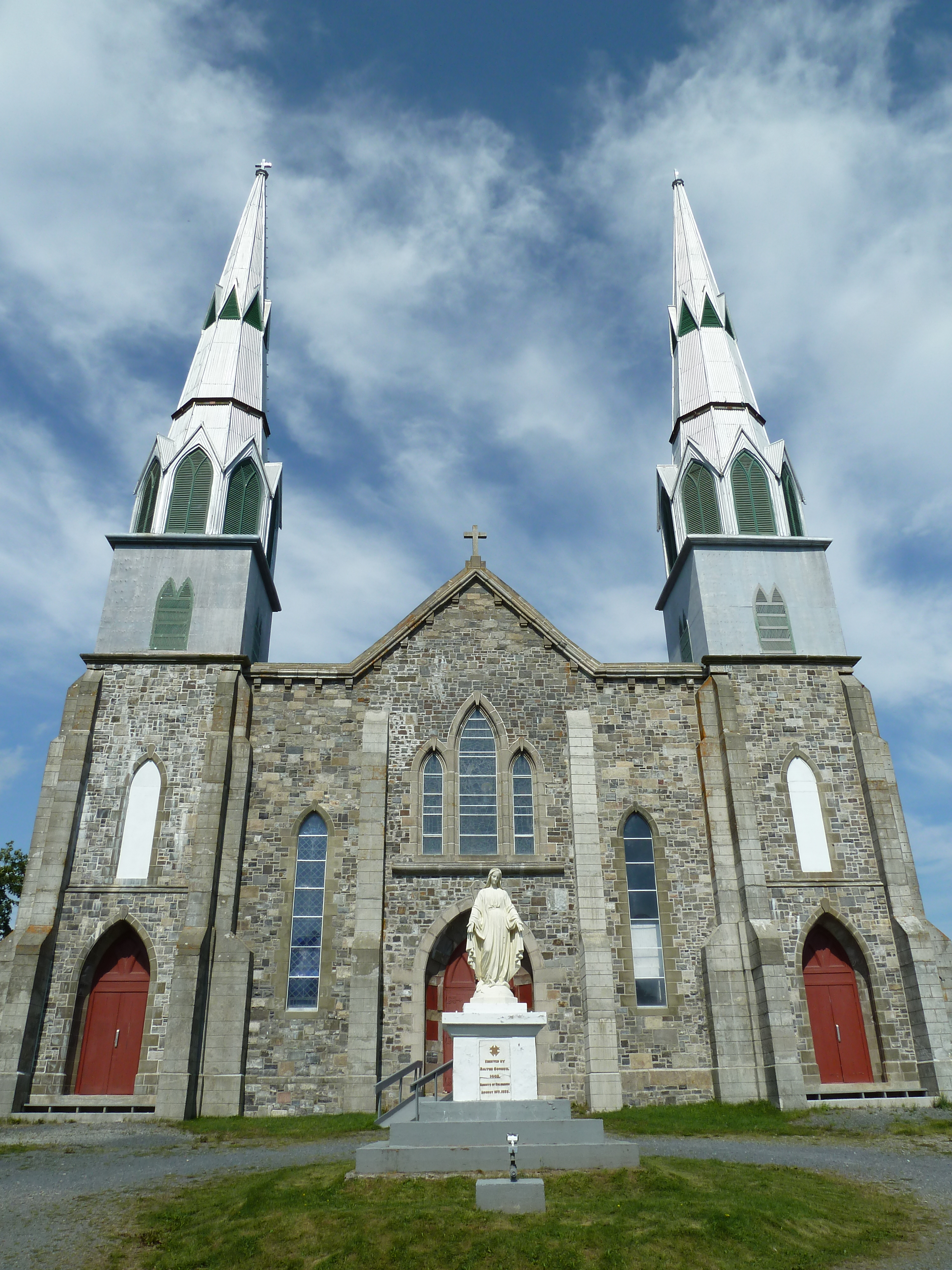
Собор Непорочного Зачаття у Гарбор-Ґрейс
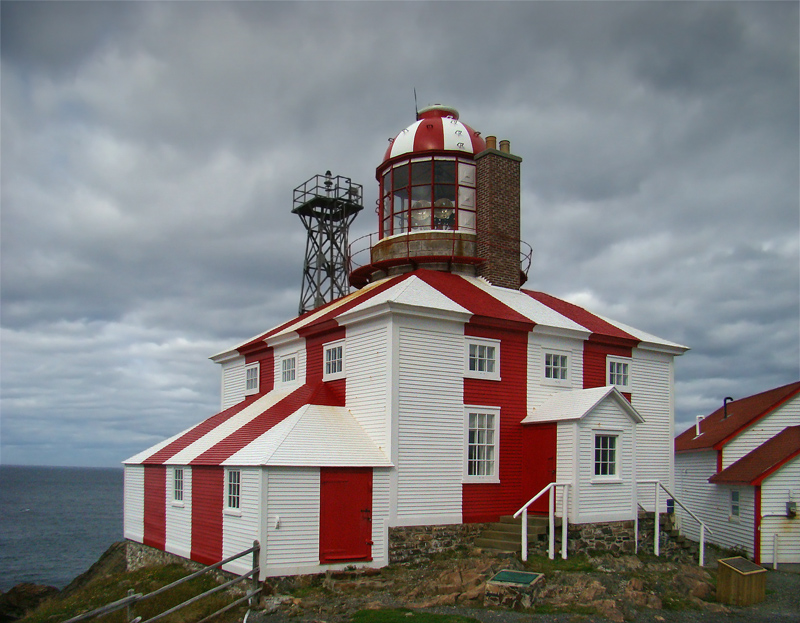
Маяк на мисі Бонавіста (введений в експлуатацію у 1843 році)
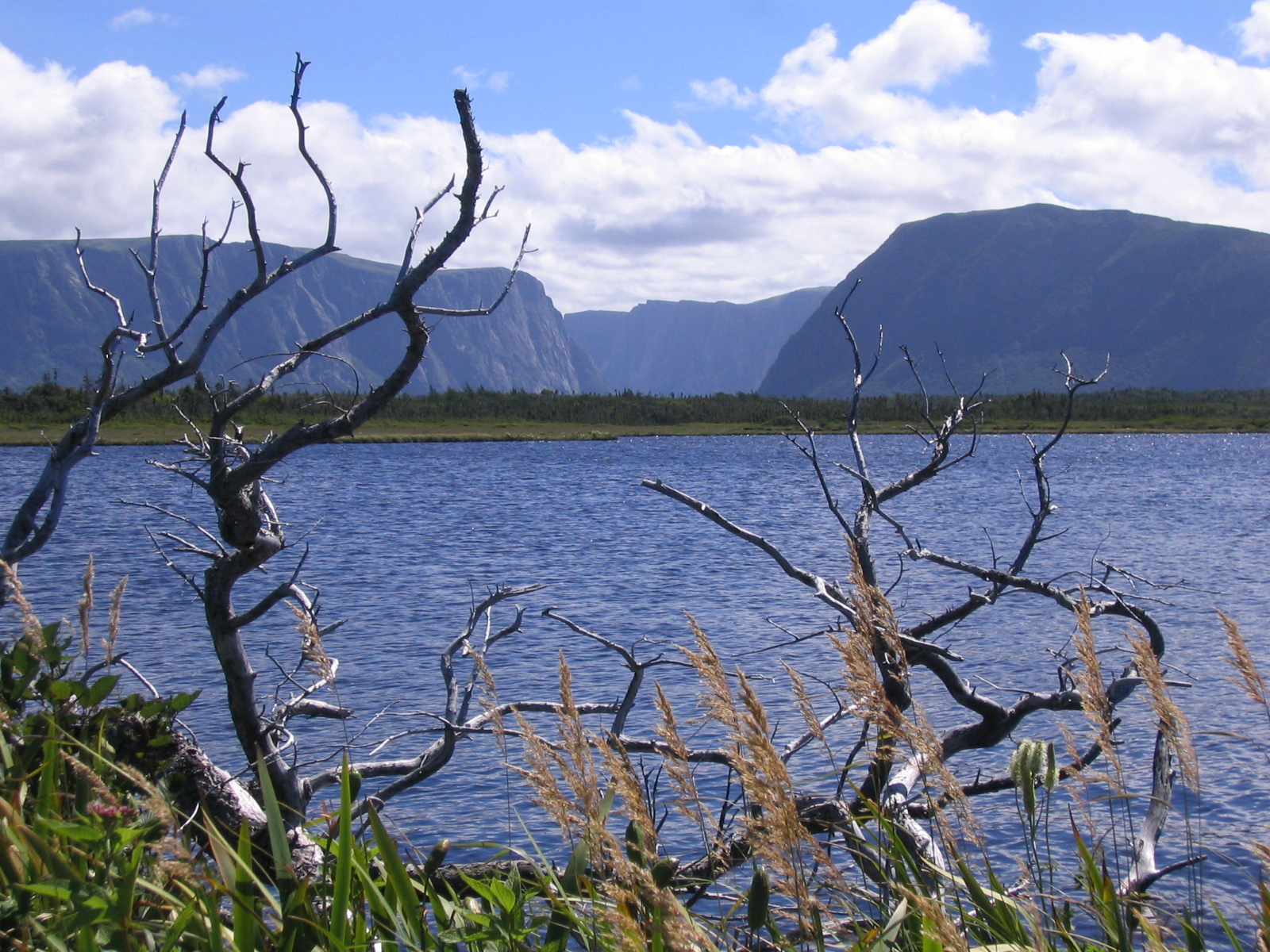
Озеро Вестерн-Брук-Понд у Національному парку Ґрос-Морн
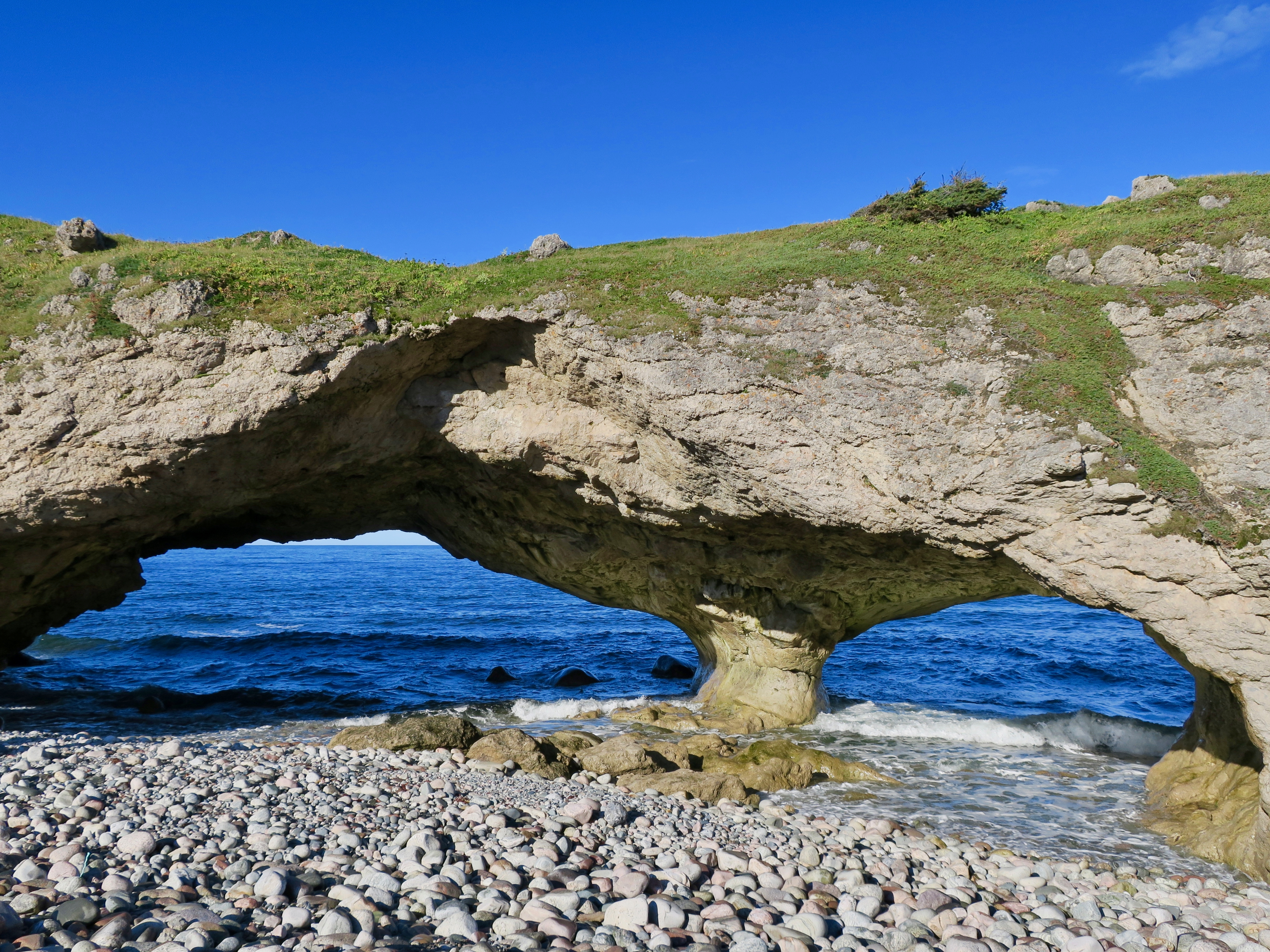
Природні арки в провінційному парку Арчес